# Autostrada 2 (Izrael)
Autostrada 2 (hebr.: כביש 2) – autostrada położona na przybrzeżnej równinie nad Morzem Śródziemnym, w Izraelu. Łączy Tel Awiw z Hajfą. Jest ona nazywana Autostradą Nadmorską (hebr.: כביש החוף, Kvish HaHof) lub Autostradą Hajfa-Tel Awiw (hebr.: כביש חיפה - תל אביב החדש, Kvish Hefa-Tel Awiw HaHadash).
Jest to najbardziej zatłoczona autostrada Izraela. Bardzo często występują tutaj korki, zwłaszcza w godzinach szczytu na odcinku pomiędzy Tel Awiwem a Natanją. Korki występują również podczas weekendów i wakacji, gdy wielu Izraelczyków wyjeżdża na odpoczynek na północ kraju.

## Historia budowy
Pierwszy odcinek autostrady Tel Awiw-Hajfa został wybudowany na początku lat 50. XX wieku. Początkowo była to dwujezdniowa droga ze skrzyżowaniami. W latach 60. poszerzono odcinek drogi od Hajfy do Hadery, a w 1965 roku poszerzono odcinek pomiędzy Haderą a Tel Awiwem (powstały wówczas cztery jezdnie).
Gdy w 1969 otworzono ostatni odcinek przy Hajfie, droga ta była pierwszą autostradą w Izraelu. Niestety, długoletnie zaniedbania doprowadziły do pogorszenia się stanu nawierzchni drogi, która częściowo utraciła status autostrady i w wielu miejscach obowiązywały ograniczenia prędkości do 90 km/h. To właśnie dlatego w większości była to droga ekspresowa. W latach 90. przeprowadzono modernizację drogi i obecnie na odcinku od Hajfy do Hadery jest to autostrada, która posiada sześć jezdni.

## Przebieg
Droga ekspresowa nr 2 rozpoczyna się na południowo-wschodnich przedmieściach Tel Awiwu. Na wysokości osiedla Kirjat Szalom i dawnej stacji kolejowej Tel Awiw Południowy (jest już obecnie nieczynna) odłącza się ona w kierunku północno-zachodnim od  autostrady nr 20 (Ajalon Highway). Jest to dwujezdniowa droga o statusie drogi międzymiastowej, która biegnie przez centrum Tel Awiwu równolegle do autostrady Ajalon Highway.
Po przejechaniu około 1 km krzyżuje się ona z drogą nr 461, która w tym miejscu przebiega pod autostradą nr 20. Skręcając na drogę nr 461 w kierunku wschodnim można dojechać do węzła drogowego z autostradą nr 1. Po przejechaniu 0,5 km mijamy skrzyżowanie z wyjazdami z autostrady nr 1 położonymi przy moście Gadas. Po następnym 1 km znajduje się skrzyżowanie z ulicą Levinsky. Skręcając na zachód dojedzie się do głównego dworca autobusowego Tel Awiwu, natomiast skręcając na wschód dojedzie się do stacji kolejowej Tel Awiw ha-Hagana. Następne skrzyżowanie jest z ulicą La Guardia, po którym następuje kilka mniejszych skrżowań, by dojechać do dzielnicy Montifiori.

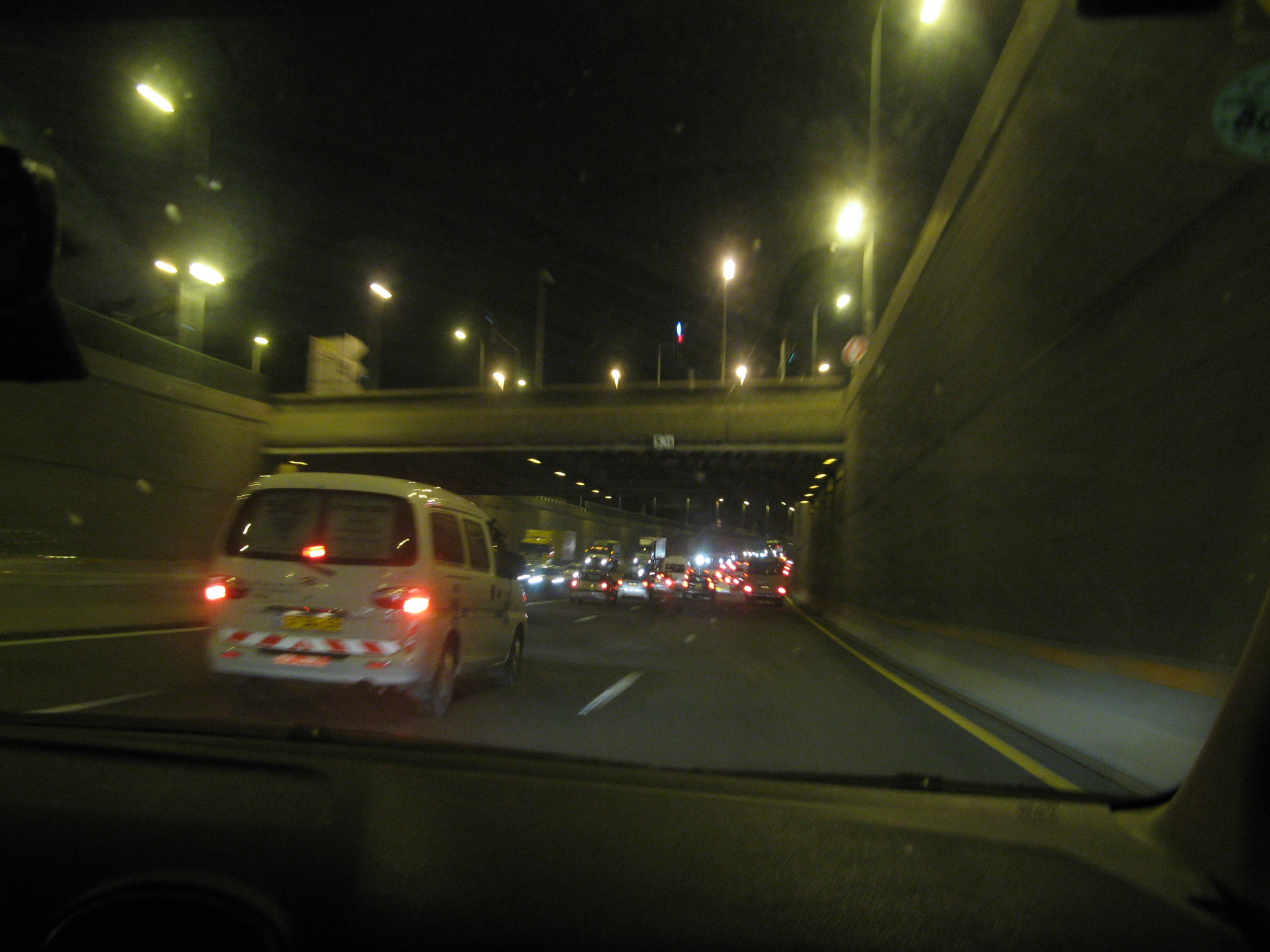

Po minięciu Ministerstwa Transportu, droga rozdziela się, umożliwiając minięcie kolejnych skrzyżowań tunelem Menahema Begina. Jadąc na powierzchni mija się duże skrzyżowanie przy Azrieli HaShalom Center. Po wyjechaniu z tunelu dojeżdża się do skrzyżowania z drogą nr 481. Następnie po prawej stronie mija się park Volovelski-Karni i dojeżdża się do dworca autobusowego Arlozorov. Po minięciu osiedla Bawli droga przejeżdża nad rzeką Jarkon i mija po prawej stronie Muzeum Izraela. Po przejechaniu przez osiedla Ramat Aviv i Ramat Aviv Gimel wyjeżdża się na przedmieścia Tel Awiwu. Mija się tutaj po lewej stronie zespół różnych uczelni, a po prawej stronie zakłady przemysłowe Pi Glilot.

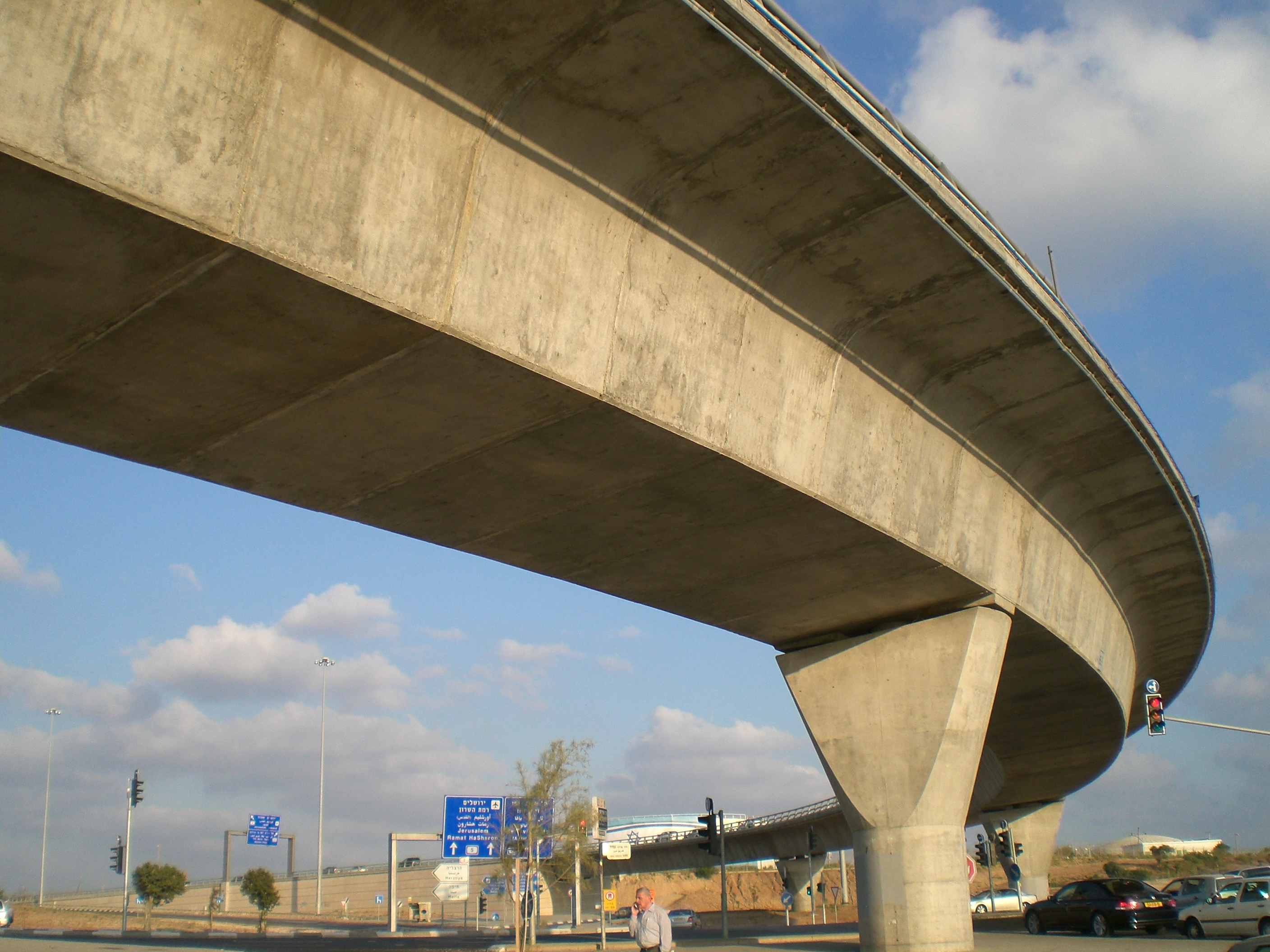

Przy węźle drogowym Glilot droga spotyka się z autostradą nr 5 i od tego miejsca posiada status autostrady. Przy węźle drogowym znajduje się olbrzymie centrum rozrywkowe, z licznymi centrami handlowymi, klubami i multipleksem Rav-Hen. Na wysokości kina, po drugiej stronie autostrady, znajduje się pomnik poświęcony pamięci 35 Izraelczyków zamordowanych w tym miejscu 11 marca 1978 przez palestyńskiego terrorystę z Organizacji Wyzwolenia Palestyny.
Po przejechaniu 2 km dojeżdża się do przedmieść Herclijji. Z lewego pasa znajduje się tutaj zjazd do mariny. Natomiast jadąc pasem prawym, aby zjechać do mariny trzeba jechać jeszcze 1 km, aby zjechać na węźle drogowym z drogą nr 541. Po lewej stronie drogi jest tutaj duża strefa przemysłowa. Po przejechaniu kolejnych 2 km dojeżdża się do węzła drogowego położonego w centrum Herclijji. Jest tutaj zjazd do miasteczka Kefar Szemarjahu, które następnie mija się po prawej stronie drogi. Po następnych 2 km jest zjazd do położonego na prawo moszawu Riszpon. Po kolejnych 2 km jest zjazd do położonych na lewo od drogi kibucu Szefajim i wioski Arsuf. Z tego miejsca można również dojechać do moszawu Riszpon. W odległości 2 km jest następny zjazd, tym razem do położonego na lewo od drogi kibucu Ga’asz. Można stąd dojechać także do kibucu Jakum, do którego za 2 km jest bezpośredni zjazd z autostrady (jednak tylko z pasa prawego). Po kolejnych 3 km jest zjazd z prawego pasa do moszawu Udim. Po lewej stronie mija się tutaj osiedle Ramat Poleg w Netanji.
Kolejnym ważnym punktem na autostradzie jest węzeł drogowy z drogą nr 553. Można tu zjechać do położonych na lewo od drogi osiedli Netanji (Ramat Poleg i Kiriat Nordau), oraz do położonych na prawo moszawów Kefar Netter i Bet Jehoszua. Przy węźle drogowym znajduje się strefa przemysłowa Netanji z licznymi zakładami przemysłowymi, ośrodkami naukowo-doświadczalnymi i centrum handlowym. Po przejechaniu 2 km jest drugi węzeł drogowy przy strefie przemysłowej. Jest to jednocześnie skrzyżowanie z drogą nr 5611. Można tędy dojechać do położonego na prawo miasteczka Ewen Jehuda. Następnie przejeżdża się pod wiaduktem Ha-Ashdud, którym przebiega droga łącząca osiedla Netanji: Ramat Hen i Ben Tsijon z Kiryat Rabin i Ne'ot Ganim. Najważniejszym węzłem komunikacyjnym w Netanji jest jednak rozległy węzeł drogowy autostrady nr 2 z drogą ekspresową nr 57. Na lewo od tego miejsca znajduje się centrum Netanji, natomiast na prawo jest strefa przemysłowa i duże centrum handlowe. Można tędy także zjechać do położonego na prawo moszawu Bet Jicchak-Sza’ar Chefer.
Po wyjechaniu z Netanji mija się położony na lewo moszaw Awichajil i przejeżdża się pod wiaduktem, którym przebiega lokalna droga łącząca moszaw Awichajil z położonymi na wschodzie moszawami Bet Jicchak, Kefar Jedidja i Hadar Am. Za wiaduktem autostrada lekko wykręca w kierunku północno-zachodnim i dojeżdża do węzła drogowego z drogą nr 5710. Można tutaj zjechać do położonego na lewo moszawu Chawaccelet ha-Szaron i wioski Cuki Jam oraz do położonych na prawo od autostrady wioski Bat Chen oraz moszawów Giwat Szappira i Bitan Aharon. Po przejechaniu 3 km znajduje się węzeł drogowy z drogą nr 5720. Można tutaj zjechać do położonego na lewo moszawu Bet Jannaj oraz położonych na prawo wioski Chofit oraz moszawów Kefar Witkin i Bet Cherut. Autostrada biegnie dalej na północ tuż przy wybrzeżu Morza Śródziemnego. Za rzeką autostrada wykręca w kierunku północno-wschodnim i mija położony na wybrzeżu moszaw Michmoret. Po kolejnych 2 km dojeżdża się do położonego na prawo lasu Hadera, natomiast po lewej stronie rozpoczynają się pierwsze nadmorskie osiedla Hadery: Eli Cohen, Giwat Olga i Kidmat Yam. Następnie dojeżdża się do węzła drogowego, w którym istnieje możliwość zjazdu do centrum Hadery. Przy wyjeździe z Hadery mija się położone po prawej stronie autostrady Centrum Medyczne Hillel Yaffe. Następnie przejeżdża się mostem nad rzeką Hadera i dojeżdża do węzła drogowego z drogą ekspresową nr 65. Można tu zjechać do elektrowni i Portu Hadera, a także do kibucu Sedot Jam i wioski Cezarea.
Od tego miejsca autostrada wykręca łagodnie na północny wschód i mija łukiem po lewej stronie Cezareę i położony przy niej kompleks pól golfowych. Po prawej stronie mijane jest miasto Or Akiwa, nie ma jednak tutaj bezpośredniego zjazdu z autostrady. Trwają przygotowawcze prace budowlane do budowy nowego węzła drogowego w tym miejscu. Następnie autostrada kieruje się na północ mijając kolejno: moszaw Bet Chananja (po prawej), miejscowość Dżisr az-Zarka (po lewej), dwa mosty na rzekach Ada i Tanninim, oraz kibuc Ma’agan Micha’el (po lewej). Po czym autostrada przejeżdża wiaduktem nad linią kolejową Rakewet Jisra’el i dociera do węzła drogowego z drogą ekspresową nr 70. Można tą drogą zjechać do miasta Zichron Ja’akow i miasteczko Furajdis. Przez kolejne 15 km autostrada mija kolejno: moszaw Dor i kibuc Nachszolim (po lewej), moszaw En Ajjala (po prawej), moszaw Ha-Bonim (po lewej), moszawy Cerufa i Gewa Karmel oraz kibuc En Karmel (po prawej), a także kibuc Newe Jam (po lewej). Następnie mija łukiem wioskę Atlit i dojeżdża do węzła drogowego z drogami nr 721 i nr 7110. Po czym autostrada łagodnie wykręca w kierunku północno-zachodnim i dalej biegnie przy samej nadbrzeżnej plaży na północ, mijając kolejno przez 9 km: moszaw Megadim, kibuc Ha-Choterim i strefę przemysłową przy mieście Tirat Karmel. Po jej minięciu dociera do południowych przedmieść Hajfy i węzła drogowego z drogą ekspresową nr 4. Autostrada nr 2 w tym miejscu kończy swój bieg.

## Plany rozbudowy
Istnieją plany dalszej rozbudowy i modernizacji autostrady. Między innymi w styczniu 2007 rozpoczęto budowę tunelu pod górą Karmel, tak aby ominąć zatłoczone centrum Hajfy.